# Elk Falls
Elk Falls är en ort i Elk County i Kansas. Vid 2020 års folkräkning hade Elk Falls 113 invånare.